# عزيزي سفلي (مقاطعة تشرام)
عزيزي سفلي (بالفارسية: عزیزی سفلی) هي قرية تقع في قسم سرفارياب الريفي (مقاطعة تشرام) في إيران. يقدر عدد سكانها بـ 146 نسمة بحسب إحصاء 2016.